# 브루크베트 테르말리차 니에치에차

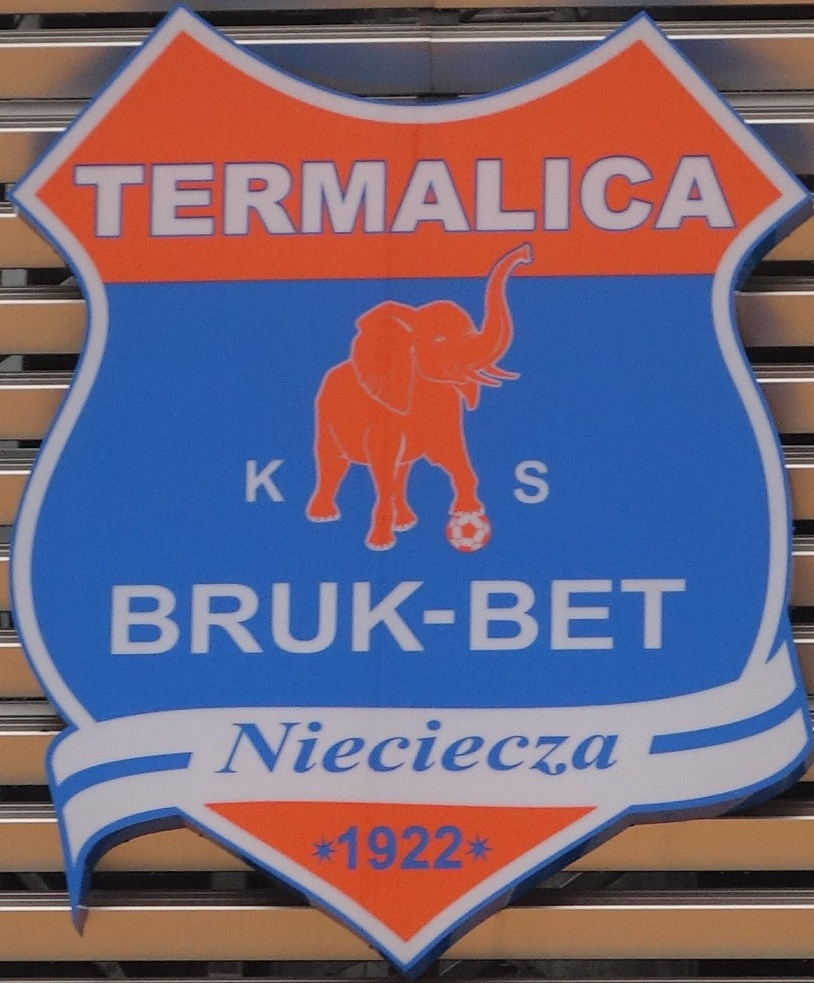

브루크베트 테르말리차 니에치에차(Bruk-Bet Termalica Nieciecza)는 폴란드에 위치한 자브노(Żabno)의 니에치에차(Nieciecza) 마을을 연고로 하는 축구팀으로 1922년에 창단하였으며 현재 I리가에 참가하고 있다.

## 선수단

### 현재 소속 선수
2025년 2월 23일 기준
- LKS 니에치에차

참고: FIFA 자격 규정에 따라 소속된 국가대표팀 국기를 표시합니다. 선수는 복수의 FIFA 비회원국 국적을 가지고 있을 수 있습니다.
| 번호 | 포지션 | 국적       | 이름          |
| ---- | ------ | ---------- | ------------- |
| 1    | GK     | 슬로바키아 | 아드리안 초반 |

| 번호 | 포지션 | 국적       | 이름              |
| ---- | ------ | ---------- | ----------------- |
| 77   | DF     | 우크라이나 | 아르템 푸티브체프 |

## 역대 감독
| 감독            | 임기        |
| --------------- | ----------- |
| 라도슬라프 라탈 | 2022 ~ 2023 |
| 마르친 브로시   | 2024 ~      |